# Costean
Costean es una localidad española perteneciente al municipio de Hoz y Costean, en la comarca del Somontano de Barbastro. Este se encuentra en la provincia de Huesca, Aragón.

## Geografía

### Localización
Costean está construido sobre un promontorio que se eleva 449 metros sobre el barranco de Secalás. Se halla a 8 km de la capital comarcal, Barbastro. Se puede acceder al pueblo mediante la carretera HU-V-3531.

## Historia
Los primeros asentamientos en esta zona se remontan a los íberos y los romanos. En el cercano promontorio de lo Pingrato (el Pingato) se han realizado excavaciones arqueológicas en las que se han hallado restos como cerámicas, pesas de telar o cuentas. También se han hallado restos de capiteles que podrían haber pertenecido a una villa romana.
La primera mención sobre Costean data del año 1095, y es con base en esta que sabemos que estaba fortificado. En 1307 Jaime II de Aragón dio el castillo y la villa a Artal de Azlor, aunque medio siglo después la jurisdicción pasó a ser de Ramón de Tarba, hijo de Galacián de Tarba, bajo el reinado de Pedro IV de Aragón.
En el siglo XVII Costean formaba parte del señorío de Juan de Azlor. Cuando el título de duque de Villahermosa pasó a la familia Azlor en 1761, el señorío temporal de Costean pasó a formar parte de las propiedades del ducado.
El 23 de julio de 1976, el Real Decreto 1960/1976 aprueba la fusión de los municipios de Hoz de Barbastro y Costean, creando así el actual municipio de Hoz y Costean.
Hoy en día, la localidad de Costean cuenta con un número de habitantes reducido pero diverso. En la localidad residen personas de nacionalidad argentina, alemana, francesa, inglesa, moldava y escocesa, además de la española.

## Geografía humana

### Demografía
| Gráfica de evolución demográfica de Costeán entre 1842 y 1970 |
| |
| Población de derecho según los censos de población del INE Población de hecho según los censos de población del INEEntre el censo de 1981 y el anterior, este municipio desaparece porque se agrupa en el municipio 22908 (Hoz y Costean) |

Conservamos censos de población de Costean que se remontan a 1842, año en el que se registran 463 habitantes de derecho. El año en el que se registra mayor cantidad de habitantes de derecho es 1877, en el que 622 personas tenían su residencia oficial en el municipio. En 1860 se registra el mayor número de habitantes de hecho, 728. El último censo, de 2020, cuenta 221 personas empadronadas en el municipio de Hoz y Costean, aunque habitantes no hay más de 100.

## Administración
El territorio de la localidad de Costean comprende 1874 Ha y limita, entre otras, con las localidades de Enate, Cregenzán y Barbastro.
Desde la unificación con Hoz de Barbastro, la sede de la administración municipal se halla en Hoz.

## Cultura

### Patrimonio material

#### Monumentos
- Restos del castillo: El castillo se erigió sobre una colina situada en el centro de la localidad. En el pasado, debió formar parte de una red de torres de vigilancia fortificadas. A partir del siglo XV el castillo comenzó a deteriorarse, y hoy en día apenas se conservan restos.
- Iglesia de Santiago: La iglesia parroquial se construyó entre el siglo XVI y XVIII. Cuenta con un único ábside y seis capillas dedicadas a distintos santos. Parte de las piedras utilizadas en la construcción de la iglesia provienen del antiguo castillo.
- Otras ermitas: En el pasado había varias ermitas, dedicadas a los santos Fabián, Miguel y Bernardino. Hoy en día están en ruinas, aunque en la de San Fabián queda un arco en pie.

### Patrimonio inmaterial

#### Festividades
- Fiesta de San Lorenzo: El día de este santo, patrón de Huesca, marca la fiesta mayor de la localidad de Costean. El 10 de agosto se celebra una misa baturra y se lleva la estatua del santo en procesión por las calles del pueblo. También se hace una comida popular.
- Fiesta de San Fabián: Esta es la fiesta menor de Costean. El 20 de enero se celebra una misa y se hace una hoguera a la entrada del recinto de la iglesia. También se sirve torta.

#### Dialecto
Costean cuenta con un dialecto propio, el costeano. En 2021 Balbina Campo Nadal, vecina de la localidad, publicó Palabras i cosas de lo lugar de Costean (Semontano de Balbastro), una recopilación de vocabulario, expresiones, topónimos y otros textos de interés en costeano.
Un ejemplo de un dicho popular que aparece en el libro:
"No alcontraría agua en Zinca: Se dice de una persona torpe, que no encuentra nada."
Costean está incluido en el Anteproyecto de la Ley de Lenguas como municipio aragonófono.